# Tomáš Tomek
Tomáš Tomek (* 10. Juli 1988 in Skalica, Slowakei) ist ein slowakischer Eishockeytorwart, der seit Juni 2021 beim HK Poprad in der slowakischen Extraliga spielt.

## Karriere
Tomáš Tomek erlernte das Eishockeyspielen in seiner Heimatstadt Skalica. Er durchlief alle Jugendabteilungen des dort ansässigen HK 36 Skalica, wo er bis zur Saison 2007/08 zwischen den Pfosten stand. Während der Saisons 2005/06 und 2006/07 wurde er jedoch zeitweise auch an den HC Dukla Senica verliehen. In der Saison 2008/09 kam Tomek zu seinen ersten Profi-Einsätzen, die er beim HK Nové Zámky und beim ŠHK 37 Piešťany in der 1. Liga absolvierte. Auch diese beiden Stationen absolvierte er als Ausleihe.
In der Saison 2009/10 lief Tomek zweimal für die erste Mannschaft seines Heimatvereins HK 36 Skalica in der slowakischen Extraliga auf, verbrachte aber die meiste Zeit beim ŠHK 37 Piešťany in der 1. Liga, wohin er ausgeliehen war. Im darauffolgenden Jahr ergab sich eine ähnliche Situation, wobei er in Skalica nun drei Spiele zwischen den Pfosten stand.
Auf diese Saisons folgte ein endgültiger Wechsel zum ŠHK 37 Piešťany, welcher in dieser Saison sein Extraliga-Debüt gab, wo Tomek nun als Stammtorhüter zum Einsatz kam. Während dieser beiden Saisons 2012/13 und 2013/14 absolvierte Tomek insgesamt 114 Pflichtspiele für Piešťany bestritt. In der Saison 2012/13 war Tomek der Torhüter mit der besten Savequote (93,2 %) der slowakischen 1. Liga. Außerdem war er im All-Star Team der slowakischen Extraliga vertreten.
Zur Saison 2014/15 folgte ein Wechsel in die EBEL zu Orli Znojmo, die er jedoch im Dezember 2014 nach nur acht Spielen wieder verließ, um direkt zum SC Riessersee in die DEL2 zu wechseln, wo er kurzfristig den verletzten Jochen Vollmer ersetzte. Nach der Saison 2014/15 wurde sein Vertrag in Garmisch-Partenkirchen jedoch nicht verlängert. Daraufhin wechselte Tomek zurück in sein Heimatland Slowakei. In der dortigen Extraliga hütete er ab der Saison 2015/16 für den MsHK Žilina das Tor und stand dort bis 2018 unter Vertrag. Anschließend folgten zwei Jahre beim HKM Zvolen sowie ein Jahr beim HK Dukla Michalovce.

## Erfolge und Auszeichnungen
- Beste Savequote (93,2 %) der slowakischen Extraliga in der Saison 2012/13 bei ŠHK 37 Piešťany
- Mitglied des Extraliga All-Star Teams in der Saison 2012/13